# Tickets to My Downfall
Tickets to My Downfall (с англ. — «Билеты на моё падение») — пятый студийный альбом американского рэпера Machine Gun Kelly. Альбом был выпущен 25 сентября 2020 года на лейблах Interscope и Bad Boy Records.

## Предыстория
В декабре 2019 Колсон сообщил о готовящемся альбоме с Трэвисом Баркером. В интервью с Зейном Лоу Бэйкер сказал, что хочет живое поп-панковое звучание альбома. Ранее Machine Gun Kelly экспериментировал с рок-музыкой в альбоме Hotel Diablo.
MGK рассказал про тех исполнителей, которых хочет видеть в своём альбоме. Среди них были: Yungblud, Blackbear, Trippie Redd, Янг Таг,  Fronz, Берт Маккрэкен из the Used.
Третий сингл «My ex's best friend» совместно с Blackbear вышел 7 августа 2020 года. В этот же день стала известна дата выхода альбома — 25 сентября 2020.
5 сентября 2020 были продемонстрированы обложка и список композиций.

## Критика
| Совокупная оценка | Совокупная оценка |
| Источник          | Оценка            |
| ----------------- | ----------------- |
| Metacritic        | 72/100            |
| Оценки критиков   |                   |
| Источник          | Оценка            |
| AllMusic          | [ 13 ]            |
| Dead Press!       | [ 14 ]            |
| Digital Journal   | [ 15 ]            |
| Kerrang!          | [ 16 ]            |
| NME               | [ 17 ]            |
| Rock Sins         | [ 18 ]            |
| Rolling Stone     | [ 19 ]            |
| Sputnikmusic      | [ 20 ]            |
| TBA Magazine      | [ 21 ]            |
| Wall of Sound     | [ 22 ]            |

Альбом получил положительные отзывы критиков, которые высоко оценили успешный переход Келли от хип-хопа к поп-панку. На сайте Metacritic он получил средний балл 72, основанный на 6 отзывах. Издание Wall of Sound похвалило альбом, сославшись на отличные ударные, хорошее продюсирование и заключив, что то, чего альбому не хватает в лирическом содержании, компенсируется обилием заразительных поп-мелодий и запоминающихся рок-припевов. В гораздо более критическом обзоре издание Sputnikmusic утверждало, что альбом был совершенно вопиющей копией альбомов Blink 182 и поп-панк-эквивалентом бездушных имитаций Led Zeppelin.

## Список композиций
| №                   | Название                                      | Автор(ы)            | Продюсер(ы)         | Длительность |
| ------------------- | --------------------------------------------- | ------------------- | ------------------- | ------------ |
| 1.                  | «Tickets to My Downfall»                      |                     |                     | 2:45         |
| 2.                  | «Kiss Kiss»                                   |                     |                     | 2:18         |
| 3.                  | «Drunk Face»                                  |                     |                     | 2:23         |
| 4.                  | «Bloody Valentine»                            |                     | Barker              | 3:25         |
| 5.                  | «Forget Me Too» (при участии Холзи)           |                     |                     | 2:51         |
| 6.                  | «All I Know» (при участии Trippie Redd)       |                     |                     | 2:09         |
| 7.                  | «Lonely»                                      |                     |                     | 3:10         |
| 8.                  | «WWIII»                                       |                     |                     | 0:59         |
| 9.                  | «Kevin and Barracuda» (Interlude)             |                     |                     | 1:23         |
| 10.                 | «Concert for Aliens»                          | Long Baker Barker   | Barker              | 2:40         |
| 11.                 | «My Ex's Best Friend» (при участии Blackbear) |                     | Barker              | 2:18         |
| 12.                 | «Jawbreaker»                                  |                     |                     | 1:57         |
| 13.                 | «Nothing Inside» (при участии Iann Dior)      |                     |                     | 2:52         |
| 14.                 | «Banyan Tree» (Interlude)                     |                     |                     | 1:31         |
| 15.                 | «Play This When I'm Gone»                     |                     |                     | 3:22         |
| Общая длительность: | Общая длительность:                           | Общая длительность: | Общая длительность: | 36:00        |

| №   | Название                                                       | Длительность |
| --- | -------------------------------------------------------------- | ------------ |
| 16. | «Misery Business»                                              |              |
| 17. | «Roll the Windows Up»                                          |              |
| 18. | «In These Walls (My House)» (при участии Pvris)                |              |
| 19. | «Love on the Brain»                                            |              |
| 20. | «Body Bag» (при участии Yungblud и Bert McCracken из The Used) |              |
| 21. | «Hangover Cure»                                                |              |
| 22. | «Split a Pill»                                                 |              |
| 23. | «Can't Look Back»                                              |              |

| №                   | Название                                                       | Автор(ы)                                                                          | Продюсер(ы)                          | Длительность |
| ------------------- | -------------------------------------------------------------- | --------------------------------------------------------------------------------- | ------------------------------------ | ------------ |
| 16.                 | «Body Bag» (при участии Yungblud и Bert McCracken из The Used) | Baker Dominic Harrison Bert McCracken Chris Greatti Zakk Cervini Long Barker Fedi | Barker                               | 2:50         |
| 17.                 | «Hangover Cure»                                                | Baker Jae Green Long Barker                                                       | Barker                               | 2:40         |
| 18.                 | «Split a Pill»                                                 | Baker Matt Malpass Long Barker                                                    | Barker                               | 2:46         |
| 19.                 | «Can't Look Back»                                              | Baker Long Barker Fedi                                                            | Barker Fedi [b]                      | 2:10         |
| 20.                 | «Misery Business» (Кавер песни Paramore)                       | Hayley Williams Josh Farro                                                        | Barker Machine Gun Kelly Fedi BazeXX | 3:21         |
| 21.                 | «Bloody Valentine» (Акустическая версия)                       | Baker Derek Ryan Smith Long Barker                                                | Barker                               | 3:16         |
| Общая длительность: | Общая длительность:                                            | Общая длительность:                                                               | Общая длительность:                  | 53:12        |

| №   | Название                                        | Автор(ы)       | Длительность |
| --- | ----------------------------------------------- | -------------- | ------------ |
| 16. | «Misery Business» (Paramore cover)              | Williams Farro | 3:21         |
| 17. | «Roll the Windows Up»                           |                |              |
| 18. | «In These Walls (My House)» (совместно с Pvris) |                |              |
| 19. | «Love on the Brain» (Кавер песни Рианны)        |                |              |

### Комментарии
- Все песни стилизованы под строчные буквы, кроме «WWIII»

## Чарты
| Чарт (2020)                            | Высшая позиция |
| -------------------------------------- | -------------- |
| Австралия (ARIA)                       | 2              |
| Австрия (Ö3 Austria)                   | 5              |
| Бельгия/Фландрия (Ultratop)            | 16             |
| Бельгия/Валлония (Ultratop)            | 75             |
| Канада (Canadian Albums Chart)         | 1              |
| Чехия (ČNS IFPI)                       | 2              |
| Дания (Hitlisten)                      | 20             |
| Нидерланды (Album Top 100)             | 19             |
| Финляндия (Suomen virallinen lista)    | 12             |
| French Albums (SNEP)                   | 111            |
| Германия (Offizielle Top 100)          | 11             |
| Венгрия (MAHASZ)                       | 35             |
| Ирландия (Irish Albums Chart)          | 7              |
| Италия (Classifica album)              | 13             |
| Новая Зеландия (RMNZ)                  | 5              |
| Норвегия (VG-lista)                    | 10             |
| Spanish Albums (PROMUSICAE)            | 42             |
| Швеция (Sverigetopplistan)             | 11             |
| Швейцария (Schweizer Hitparade)        | 24             |
| Великобритания (UK Albums Chart)       | 3              |
| США (Billboard 200)                    | 1              |
| США (Billboard Top Rock Albums)        | 1              |
| США (Billboard Top Alternative Albums) | 1              |

## Сертификации
| Регион                                                                      | Сертификация | Продажи |
| --------------------------------------------------------------------------- | ------------ | ------- |
| Канада (Music Canada)                                                       | Золотой      | 40 000  |
| Великобритания (BPI)                                                        | Серебряный   | 60 000  |
| Данные о продажах + прослушиваниях приведены только на основе сертификации. |              |         |